# ۳۹۲ (میلادی)
۳۹۲ (میلادی) سیصد و نود و دومین سال تقویم میلادی است.

## درگذشتگان
- ۱۵ مه - والنتینیان دوم، امپراتور روم

‎